# 1993 en sport
Cet article présente les faits marquants de l'année 1993 en sport.

## Automobile
- 27 janvier : Didier Auriol gagne le Rallye Monte-Carlo.
- 20 juin : Peugeot gagne les 24 Heures du Mans avec l’équipage Brabham, Bouchut et Hélary.
- 11 juillet : 50e victoire d’Alain Prost en Grand Prix de Formule 1.
- 26 septembre : Alain Prost remporte le Championnat du monde de Formule 1 au volant d'une Williams-Renault. C'est le 4e titre pour Alain Prost.
- 4 novembre : le Finlandais Juha Kankkunen remporte le championnat du monde des rallyes.

## Baseball
- Les Blue Jays de Toronto remportent les World Series face aux Phillies de Philadelphie.
- Finale du championnat de France : Montpellier bat Paris UC.
- Nolan Ryan prend sa traite. Il finit sa carrière avec 5714 strike-outs, 324 victoires et 2795 buts-sur-balles.

## Basket-ball
- 15 avril : le CSP Limoges remporte la Coupe d’Europe.
- Le CSP Limoges est champion de France.
- NBA : les Chicago Bulls remportent leur troisième titre de champion NBA consécutif face aux Phoenix Suns par 4 à 2.
- 6 octobre : Michael Jordan annonce sa retraite.

## Boxe
- Lennox Lewis devient champion du monde en battant Tony Tucker.

## Cyclisme
- 11 avril : le Français Gilbert Duclos-Lassalle s’impose dans le Paris-Roubaix
- 16 mai : le Suisse Tony Rominger remporte le Tour d’Espagne.
- 13 juin : l’Espagnol Miguel Indurain remporte le Tour d’Italie.
- 25 juillet : l’Espagnol Miguel Indurain remporte le Tour de France devant Tony Rominger et Zenon Jaskuła.
  - Article détaillé : Tour de France 1993
- L’Américain Lance Armstrong remporte le Championnat du monde sur route en ligne.

## Football
- 20 mai : coup d’envoi de l’affaire VA-OM avec les premières accusations valenciennoises à ce sujet.
- 26 mai : l’Olympique de Marseille remporte la Ligue des champions face au Milan AC (1-0).
- 29 mai : l’Olympique de Marseille est champion de France devant le Paris Saint-Germain.
- 12 juin : Paris Saint-Germain remporte la Coupe de France en dominant FC Nantes 3-0.
- 22 septembre : le titre de champion de France 1993 de l’Olympique de Marseille est annulé par la Fédération française de football. Les instances du football français sacrent alors le PSG, mais les dirigeants de Canal + refusent ce titre pour des raisons commerciales ; ce titre reste vacant.
- 13 octobre : défaite surprise de l’équipe de France au Parc des Princes face à Israël en match qualificatif pour la Coupe du Monde 1994 (2-3). Il faudra faire au moins match nul à domicile face à la Bulgarie…
- 17 novembre : cruelle défaite de l’équipe de France au Parc des Princes face à la Bulgarie en match qualificatif pour la Coupe du Monde 1994 (1-2). La France n’ira pas en Amérique…
- 17 décembre : Aimé Jacquet est nommé à la tête de l’équipe de France de football.
- Article détaillé : 1993 en football

## Football américain
- 31 janvier : les Dallas Cowboys remportent le Super Bowl XXVII face aux Buffalo Bills, 52-17. Article détaillé : Saison NFL 1992.
- Finale du championnat de France : Castors Paris bat Argonautes Aix.
- Eurobowl VII : London Olympians (Angleterre) 34, Amsterdam Crusaders (Hollande) 22.

## Golf
- Mai, Masters : victoire de Bernhard Langer.
- Juin, US Open : victoire de Lee Janzen.
- Juillet, British Open : victoire de Greg Norman.
- Août, PGA Championship : victoire de Paul Azinger.

## Hockey sur glace
- Les Canadiens de Montréal remportent la Coupe Stanley, le 9 juin.
- Coupe Magnus : Les  Dragons de Rouen sont champion de France en s'imposant en finale contre les Huskies de Chamonix 3 matchs à 1.
- Kloten champion de Suisse.
- La Russie remporte le championnat du monde.

## Jeux méditerranéens
- La douzième édition des Jeux méditerranéens se tient du 16 au 27 juin en France, dans le Languedoc-Roussillon.

## Jeux Pyrénéens de l'Aventure
- Compétition multisport. Dirigée par le CIO.

## Jeux olympiques
- 23 septembre : Sydney est désignée pour recevoir les Jeux olympiques d'été de 2000.

## Moto
- Vitesse
  - 500 cm³ : Kevin Schwantz (USA) champion du monde en 500 cm³ sur une Suzuki.
  - 250 cm³ : Tetsuya Harada (Japon) champion du monde en 250 cm³ sur une Yamaha.
  - 125 cm³ : Dirk Raudies champion du monde en 125 cm³ sur une Honda.
- Endurance
  - 19 septembre : Suzuki gagne le Bol d'or avec l’équipage Dominique Sarron (6e victoire), Bruno Bonhuil et Jean-Marc Delétang.
- Moto-cross
  - 500 cm³ : Jacky Martens (Belgique) est champion de monde en 500 cm³ sur une Husqvarna.
  - 250 cm³ : Greg Albertyn (Afrique du Sud) est champion de monde en 250 cm³ sur une Honda.
  - 125 cm³ : Pedro Tragter (Pays-Bas) est champion de monde en 125 cm³ sur une Suzuki.

## Natation
- 3 août : le Hongrois Károly Güttler bat le record du monde du 100 mètres brasse en 1 min 00 s 95, à Sheffield lors des Championnats d'Europe de natation.

## Rugby à XIII
- 15 mai : à Toulouse, Saint-Estève remporte le Championnat de France face au XIII Catalan 9-8.
- 4 juin : après plusieurs décennies d'attente, le rugby à XIII (ex-jeu à treize) retrouve son nom.

## Rugby à XV
- 19 mars : la France gagne le Tournoi des Cinq Nations.
  - Article détaillé : Tournoi des Cinq Nations 1993
- 5 juin : Le Castres olympique soulève le Bouclier de Brennus après une victoire 14 à 11 à la suite d'une erreur d'arbitrage[1] dans une finale polémique[2] et prive ainsi le FC Grenoble du titre dans des conditions rocambolesques[3].
  - Article détaillé : Finale : Grenoble-Castres
- 12 juin : Le Stade toulousain remporte le Challenge Yves du Manoir 13 à 8 face au Castres olympique[4].

## Ski alpin
- Championnats du monde à Morioka (Japon) : la Norvège remporte 7 médailles, dont 3 d'or.
- Coupe du monde
  - Le Luxembourgeois Marc Girardelli remporte le classement général de la Coupe du monde.
  - L'Autrichienne Anita Wachter remporte le classement général de la Coupe du monde féminine.

## Tennis
- Open d'Australie : Jim Courier gagne le tournoi masculin, Monica Seles s'impose chez les féminines.
- Tournoi de Roland-Garros : Sergi Bruguera remporte le tournoi masculin, Steffi Graf gagne dans le tableau féminin.
- Tournoi de Wimbledon : Pete Sampras gagne le tournoi masculin, Steffi Graf s'impose chez les féminines.
- US Open : Pete Sampras gagne le tournoi masculin, Steffi Graf gagne chez les féminines.
- 5 décembre : l’Allemagne gagne l'édition 1993 de la Coupe Davis en s’imposant 4-1 en finale face à l’Australie, au Palais des Expositions de Düsseldorf.
  - Article détaillé : Coupe Davis 1993

## Tennis de table
- Victoire du Français Jean-Philippe Gatien au championnat du monde de Göteborg.

## Voile
- 12 mars : Alain Gautier remporte la 2e édition du Vendée Globe, tour du monde en solitaire sans escale, en 110 j 2 h 22 min 35 s, sur le monocoques IMOCA Bagages Superior.

## Naissances
- 26 janvier : Florian Thauvin, joueur de football français.
- 5 février : Adam Ondra, grimpeur tchèque
- 15 mars : Paul Pogba, joueur de football français.
- 30 mars : Ron Baker, basketteur américain.
- 15 avril : Guillaume Babouin, boxeur et mannequin français.
- 25 avril : Raphaël Varane, joueur de football français.
- 23 avril : Alexy Bosetti, footballeur français.
- 8 mai : Anne-Fatoumata M'Bairo, judokate française.
- 22 août : Laura Dahlmeier, biathlète allemande († 28 juillet 2025).
- 1er septembre : Mario Lemina, footballeur français.
- 27 septembre : Mónica Puig, joueuse de tennis porto-ricaine.
- 2 octobre : Michy Batshuayi, footballeur belge.
- 4 octobre : Akila Dananjaya, joueur de cricket sri-lankais.
- 14 novembre : Samuel Umtiti, joueur de football français.
- 17 octobre : Vincent Poirier, basketteur français.
- 27 octobre : Anastasiia Ianina, rameuse biélorusse.
- 8 novembre : Przemysław Karnowski, basketteur polonais.
- 16 novembre : Michał Superlak, joueur polonais de volley-ball.
- 25 décembre : Madeleine Malonga, judokate française.

## Décès
- 6 février : Arthur Ashe, 49 ans, joueur de tennis américain. (° 10 juillet 1943).
- 24 février : Bobby Moore, 51 ans, footballeur anglais, champion du monde en 1966. (° 21 avril 1941).
- 2 juin : Johnny Mize (John Robert Mize), 80 ans, joueur de baseball américain. (° 7 janvier 1913).
- 7 juin : Dražen Petrović, 28 ans, basketteur croate. (° 22 octobre 1964).
- 16 juin : Lindsay Hassett, 69 ans, joueur de cricket australien, comptant 43 sélections en test cricket de 1938 à 1953. (° 28 août 1913).
- 26 juin : Roy Campanella, 71 ans, joueur de baseball américain. (° 19 septembre 1921).